# Fabrizio Serbelloni
Fabrizio Serbelloni, né le 4 novembre 1695 à Milan, alors capitale du duché de Milan, et mort le 17 décembre 1775 à Rome, est un cardinal italien du XVIIIe siècle.

## Biographie
Issu d'une famille noble milanaise, Fabrizio Serbelloni est le fil de Giovanni Serbelloni, II. Duc de San Gabrio un Grand d'Espagne, et de Maria Giulia Trotti Bentivoglio. Puîné d'une fratrie de cinq enfants, quatre frères et une sœur : Gabrio l'aîné qui succède à son père comme troisième Duc de San Gabrio, Giovanni Battista général autrichien durant la guerre de Sept Ans, Galeazzo et Costanza.
Fabrizio Serbelloni reçoit une éducation à résidence, supervisée par des tuteurs, avant d'entrer au Collegio Clementino à Rome. Il obtient son diplôme in utroque jure de l'Université de Pavie en 1718.
Fabrizio Serbelloni exerce diverses fonctions au sein de la Curie romaine. Il est nommé inquisiteur à Malte de juin 1728 à juillet 1730, archevêque titulaire de Patras en 1731 et est envoyé comme nonce apostolique en Toscane (en), à Cologne en 1734, en Pologne en 1738 et en Autriche (en) en 1746.
Le pape Benoît XIV le crée cardinal-prêtre lors du consistoire du 26 novembre 1753. Il est légat à Bologne. Fabrizio Serbelloni participe au conclave de 1758, lors duquel Clément XIII est élu pape, puis à ceux de 1769 (élection de Clément XIV) et de 1774-1775 (élection de Pie VI).
Il est un neveu du cardinal Antonio Banchieri.

### Sources
- Fiche du cardinal Fabrizio Serbelloni sur le site fiu.edu